# Onthophagus indigus
Onthophagus indigus är en skalbaggsart som beskrevs av Louis Albert Péringuey 1901. Onthophagus indigus ingår i släktet Onthophagus och familjen bladhorningar. Inga underarter finns listade i Catalogue of Life.